# Bar Rocks
Bar Rocks (von englisch bar ‚Riegel, Querbalken, Barren‘) sind eine Gruppe von Rifffelsen nahe dem Kopfende des Husvik Harbor an der Nordküste Südgeorgiens.
Wissenschaftler der Discovery Investigations kartierten die Felsen im Jahr 1928 und verliehen ihnen einen deskriptiven Namen.